# عزة ملك
مالك عزت أو عزة ملك كانت أميرة فارسية.
تزوجت من حسن كوجك الجوباني، والذي يُفترض أنها خانته حسب الادعاء. في 15 كانون الأول 1343 م، أثناء حملة ضد بغداد، قتلت عزت مالك زوجها خوفًا من اكتشاف خيانتها. كانت وفاة حسن مروعة، حيث قتلها أقاربه وقطّعوها إلى أجزاء وأكلوها انتقامًا.